# 1. općinska nogometna liga Koprivnica 1988./89.
"1. općinska nogometna liga Koprivnica" za sezonu 1988./89. je bila liga sedmog stupnja nogometnog prvenstva SFRJ. 
 
Sudjelovalo je 14 klubova, a prvak je bila "Sloga" iz Koprivničkog Ivanca. 

## Ljestvica
| mj. | klub                        | ut. | pob. | ner.  | por. | gol+ | gol- | bod     |
| --- | --------------------------- | --- | ---- | ----- | ---- | ---- | ---- | ------- |
| 1.  | Sloga Koprivnički Ivanec    | 26  | 20   | 1 (0) | 5    | 104  | 36   | 40      |
| 2.  | Omladinac-Sloga Herešin     | 26  | 16   | 6 (3) | 4    | 65   | 31   | 35      |
| 3.  | Jadran Kuzminec             | 26  | 14   | 6 (3) | 6    | 59   | 49   | 31      |
| 4.  | Drava Novigrad Podravski    | 26  | 13   | 5 (4) | 8    | 48   | 40   | 30      |
| 5.  | Mladost Koprivnički Bregi   | 26  | 14   | 1 (0) | 11   | 59   | 54   | 28      |
| 6.  | Bratstvo Kunovec            | 26  | 12   | 6 (3) | 8    | 48   | 43   | 27      |
| 7.  | Borac Imbriovec             | 26  | 9    | 7 (5) | 10   | 57   | 52   | 23      |
| 8.  | Galeb Koledinec             | 26  | 9    | 5 (2) | 12   | 48   | 50   | 20      |
| 9.  | Sabarija Subotica Podravska | 26  | 8    | 8 (4) | 10   | 32   | 47   | 20      |
| 10. | Mučna Reka (Reka)           | 26  | 9    | 3 (1) | 14   | 42   | 62   | 19      |
| 11. | Borac Drnje                 | 26  | 8    | 3 (1) | 15   | 40   | 64   | 17      |
| 12. | Mladost Sigetec             | 26  | 6    | 5 (2) | 15   | 47   | 63   | 14      |
| 13. | Miklinovec Koprivnica       | 26  | 7    | 3 (_) | 16   | 40   | 62   | 13 (- ) |
| 14. | Rudar Botinovec             | 26  | 5    | 5 (3) | 16   | 28   | 64   | 13      |

## Rezultatska križaljka
| kratica | klub                        | BORD | BORI | BRA | DRA | GAL | JAD | MIK | MLAKB | MLAS | MUR | OMLS | RUD | SAB | SLO |
| --- | --------------------------- | ---- | ---- | --- | --- | --- | --- | --- | ----- | ---- | --- | ---- | --- | --- | --- |
| BORD | Borac Drnje                 |      |      |     |     |     |     |     |       |      |     |      |     |     |     |
| BORI | Borac Imbriovec             |      |      |     |     |     |     |     |       |      |     |      |     |     |     |
| BRA | Bratstvo Kunovec            |      |      |     |     |     |     |     |       |      |     |      |     |     |     |
| DRA | Drava Novigrad Podravski    |      |      |     |     |     |     |     |       |      |     |      |     |     |     |
| GAL | Galeb Koledinec             |      |      |     |     |     |     |     |       |      |     |      |     |     |     |
| JAD | Jadran Kuzminec             |      |      |     |     |     |     |     |       |      |     |      |     |     |     |
| MIK | Miklinovec Koprivnica       |      |      |     |     |     |     |     |       |      |     |      |     |     |     |
| MLAKB | Mladost Koprivnički Bregi   |      |      |     |     |     |     |     |       |      |     |      |     |     |     |
| MLAS | Mladost Sigetec             |      |      |     |     |     |     |     |       |      |     |      |     |     |     |
| MUR | Mučna Reka (Reka)           |      |      |     |     |     |     |     |       |      |     |      |     |     |     |
| OMLS | Omladinac-Sloga Herešin     |      |      |     |     |     |     |     |       |      |     |      |     |     |     |
| RUD | Rudar Botinovec             |      |      |     |     |     |     |     |       |      |     |      |     |     |     |
| SAB | Sabarija Subotica Podravska |      |      |     |     |     |     |     |       |      |     |      |     |     |     |
| SLO | Sloga Koprivnički Ivanec    |      |      |     |     |     |     |     |       |      |     |      |     |     |     |
| |                             |      |      |     |     |     |     |     |       |      |     |      |     |     |     |
| podebljan rezultat - utakmice od 1. do 13. kola (1. utakmica između klubova) rezultat normalne debljine - utakmice od 14. do 26. kola (2. utakmica između klubova) rezultat nakošen - nije vidljiv redoslijed odigravanja međusobnih utakmica iz dostupnih izvora rezultat smanjen * - iz dostupnih izvora nije uočljiv domaćin susreta prekrižen rezultat - poništena ili brisana utakmica p - utakmica prekinuta 3:0 p.f. / 0:3 p.f. - rezultat 3:0 bez borbe (_:_ 11 m) - rezultat u raspucavanju jedanaesteraca u slučaju neriješenog rezultata |                             |      |      |     |     |     |     |     |       |      |     |      |     |     |     |

 Izvori:

## Unutarnje poveznice
- Međuopćinska liga – Sjever 1988./89.
- 2. općinska liga Koprivnica 1988./89.